# Olimpiada szachowa 2018
43. Olimpiada szachowa 2018 (zarówno w konkurencji kobiet, jak i mężczyzn) została rozegrana w Batumi w 2018 roku. Prawo do organizacji olimpiady gruzińskie miasto zdobyło w 2014 r., podczas Kongresu FIDE w Tromsø, pokonując w głosowaniu stosunkiem głosów 93–58 południowoafrykański Durban.

## Uczestnicy
Rekord ustanowiła liczba 185 drużyn, reprezentujących 180 federacji narodowych. Gruzja jako gospodarz wystawiła trzy drużyny; były też drużyny reprezentujące graczy niewidomych, niesłyszących i niepełnosprawnych ruchowo. W turnieju kobiet rywalizowało 151 drużyn, reprezentujących 146 federacji, co także było rekordem reprezentacji. Antyle Holenderskie, aczkolwiek nieistniejący podmiot od 2010 roku, może wystawiać drużyny pod tą nazwą, ponieważ Federacja Szachowa Curaçao pozostaje oficjalnie zarejestrowana jako reprezentująca rozwiązany kraj w katalogu FIDE.
| Uczestniczące drużyny na olimpiadzie szachowej 2022 |
| --- |
| - Afganistan - Albania - Algieria - Andora - Angola - Antigua i Barbuda - Argentyna - Armenia - Aruba - Australia - Austria - Azerbejdżan - Bahamy - Bahrajn - Bangladesz - Barbados - Białoruś - Belgia - Bermudy - Boliwia - Bośnia i Hercegowina - Botswana - Brazylia - Brunei - Burundi - Kamerun - Kanada - Republika Zielonego Przylądka - Republika Środkowoafrykańska - Chile - Chiny - Chińskie Tajpej - Kolumbia - Kongo - Kostaryka - Chorwacja - Kuba - Cypr - Czechy - Dania - Dżibuti - Dominikana - Ekwador - Egipt - Salwador - Anglia - Erytrea - Estonia - Etiopia - Wyspy Owcze - Finlandia - Francja - Gabon - Gambia - Gruzja (gospodarz) - Gruzja-2 - Gruzja-3 - Niemcy - Ghana - Grecja - Guam - Gwatemala - Guernsey - Gujana - Haiti - Honduras - Hongkong - Węgry - IBCA - ICCD - Islandia - Indie - Indonezja - IPCA - Iran - Irak - Irlandia - Izrael - Włochy - Wybrzeże Kości Słoniowej - Jamajka - Japonia - Jersey - Jordania - Kazachstan - Kenia - Kosowo - Kuwejt - Kirgistan - Łotwa - Liban - Lesotho - Liberia - Libia - Liechtenstein - Litwa - Luksemburg - Makau - Macedonia - Madagaskar - Malawi - Malezja - Malediwy - Mali - Malta - Mauretania - Mauritius - Meksyk - Mołdawia - Monako - Mongolia - Czarnogóra - Maroko - Mozambik - Mjanma - Namibia - Nauru - Nepal - Holandia - Antyle Holenderskie - Nowa Zelandia - Nikaragua - Nigeria - Norwegia - Oman - Pakistan - Palau - Palestyna - Panama - Papua-Nowa Gwinea - Paragwaj - Peru - Filipiny - Polska - Portugalia - Portoryko - Katar - Rumunia - Rosja - Rwanda - San Marino - Wyspy Świętego Tomasza i Książęca - Arabia Saudyjska - Szkocja - Senegal - Serbia - Seszele - Sierra Leone - Singapur - Słowacja - Słowenia - Somalia - Południowa Afryka - Korea Południowa - Sudan Południowy - Hiszpania - Sri Lanka - Sudan - Surinam - Eswatini - Szwecja - Szwajcaria - Syria - Tadżykistan - Tanzania - Tajlandia - Timor Wschodni - Togo - Trynidad i Tobago - Tunezja - Turcja - Turkmenistan - Uganda - Ukraina - Zjednoczone Emiraty Arabskie - Stany Zjednoczone - Wyspy Dziewicze Stanów Zjednoczonych - Urugwaj - Uzbekistan - Wenezuela - Wietnam - Walia - Jemen - Zambia - Zimbabwe |
| Notki - Reprezentacje oznaczone kursywą oznaczają reprezentacje które uczestniczyły wyłącznie w turnieju kategorii open. - Pakistan nie mógł brać udziału po tym, jak rząd odmówił zespołowi wydania wiz wyjazdowych. |

## Kalendarz
Wszystkie daty w czasie (UTC+4)
| CO | Ceremonia otwarcia | A | Spotkanie arbitrów | K | Spotkanie kapitanów | 1 | Rozgrywane zawody | PR | Przerwa | CZ | Ceremonia zamknięcia |

| Wrzesień/Październik | Wrzesień/Październik | 23 Nd. | 24 Pn. | 25 Wt. | 26 Śr. | 27 Cz. | 28 Pt. | 29 Sb. | 30 Nd. | 1 Pn. | 2 Wt. | 3 Sr. | 4 Cz. | 5 Pt. |
| -------------------- | -------------------- | ------ | ------ | ------ | ------ | ------ | ------ | ------ | ------ | ----- | ----- | ----- | ----- | ----- |
| Ceremonie            | Ceremonie            | CO     |        |        |        |        |        |        |        |       |       |       |       | CZ    |
| Spotkania            | Spotkania            | K      |        |        |        |        |        |        |        |       |       |       |       |       |
| Spotkania            | Spotkania            | A      |        |        |        |        |        |        |        |       |       |       |       |       |
| Turniej              | Turniej              |        | 1      | 2      | 3      | 4      | 5      | PR     | 6      | 7     | 8     | 9     | 10    | 11    |

## Wyniki

### Turniej open
| #  | Państwo           | Zawodnicy                                                 | Śr. ranking | punkty | punktacja pomocnicza |
| -- | ----------------- | --------------------------------------------------------- | ----------- | ------ | -------------------- |
| 1  | Chiny             | Ding Liren, Yu Yangyi, Wei Yi, Bu Xiangzhi, Li Chao       | 2756        | 18     | 372.5                |
| 2  | Stany Zjednoczone | Caruana, So, Nakamura, Shankland, Robson                  | 2772        | 18     | 360.5                |
| 3  | Rosja             | Kariakin, Niepomniaszczij, Kramnik, Witiugow, Jakowienko  | 2764        | 18     | 354.5                |
| 4  | Polska            | Duda, Wojtaszek, Piorun, Tomczak, Dragun                  | 2673        | 17     | 390.0                |
| 5  | Anglia            | Adams, McShane, Howell, Jones, Pert                       | 2688        | 17     | 340.0                |
| 6  | Indie             | Anand, Harikrishna, Gujrathi, Adhiban, Sasikiran          | 2724        | 16     | 388.0                |
| 7  | Wietnam           | Quang Liêm, Trường Sơn, Tuấn Minh, Anh Khôi, Thiên Hải    | 2576        | 16     | 379.5                |
| 8  | Armenia           | Aronian, Sargissian, Melkumian, Howhannisjan, Martirosjan | 2688        | 16     | 371.0                |
| 9  | Francja           | Vachier-Lagrave, Bacrot, Fressinet, Édouard, Bauer        | 2688        | 16     | 366.0                |
| 10 | Ukraina           | Iwanczuk, Eljanow, Kryworuczko, Ponomariow, Korobow       | 2698        | 16     | 337.0                |

### Turniej kobiet
| #   | Państwo           | Zawodniczki                                                     | Śr. ranking | punkty | punktacja pomocnicza |
| --- | ----------------- | --------------------------------------------------------------- | ----------- | ------ | -------------------- |
| 1   | Chiny             | Ju, Shen, Huang, Lei, Zhai                                      | 2485        | 18     | 407.0                |
| 2   | Ukraina           | A. Muzyczuk, M. Muzyczuk, Uszenina, Żukowa, Osmak               | 2486        | 18     | 395.5                |
| 3   | Gruzja            | Dzagnidze, Javakhishvili, Batsiashvili, Khotenashvili, Arabidze | 2484        | 17     | 375.0                |
| 4   | Rosja             | Kostieniuk, Goriaczkina, Gunina, Pogonina, Giria                | 2523        | 16     | 379.5                |
| 5   | Węgry             | Hoang, A. Gara, T. Gara, Lakos, Terbe                           | 2344        | 16     | 372.0                |
| 6   | Armenia           | Danielian, Mykyrtczian, Sargsjan, Kursowa, Ghukasjan            | 2353        | 16     | 366.0                |
| 7   | Stany Zjednoczone | Zatonskih, Krush, Abrahamyan, Foisor, Yu                        | 2382        | 16     | 359.5                |
| 8   | Indie             | Koneru, Dronavalli, Sachdev, Karavade, Rout                     | 2458        | 16     | 352.5                |
| 9   | Gruzja-2          | Melia, Charkhalashvili, Gvetadze, Khukhashvili, Mikadze         | 2334        | 16     | 351.5                |
| 10  | Azerbejdżan       | Məmmədzadə, Məmmədyarova, Balajajewa, Məmmədova, Fatalijewa     | 2369        | 16     | 347.5                |
| ... |                   |                                                                 |             |        |                      |
| 16  | Polska            | Soćko, Zawadzka, Szczepkowska, Kulon, Warakomska                | 2406        | 15     | 324.5                |